# بارزيل
بارزيل هي قرية في مقاطعة مشكين شهر، إيران. يقدر عدد سكانها بـ 445 نسمة بحسب إحصاء 2016.